# Petrosaurus thalassinus
Petrosaurus thalassinus là một loài thằn lằn trong họ Phrynosomatidae. Loài này được Cope mô tả khoa học đầu tiên năm 1863.

## Hình ảnh

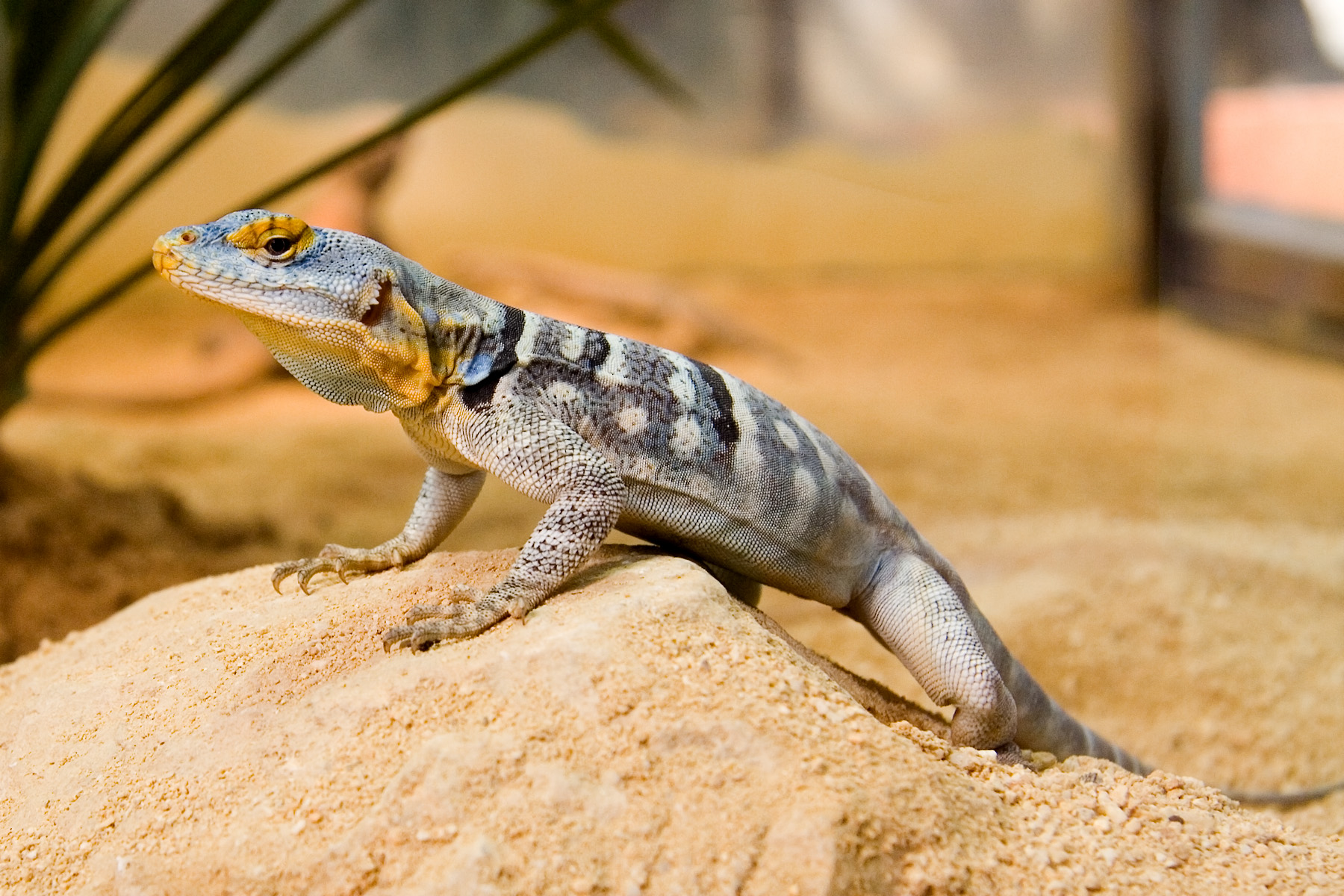
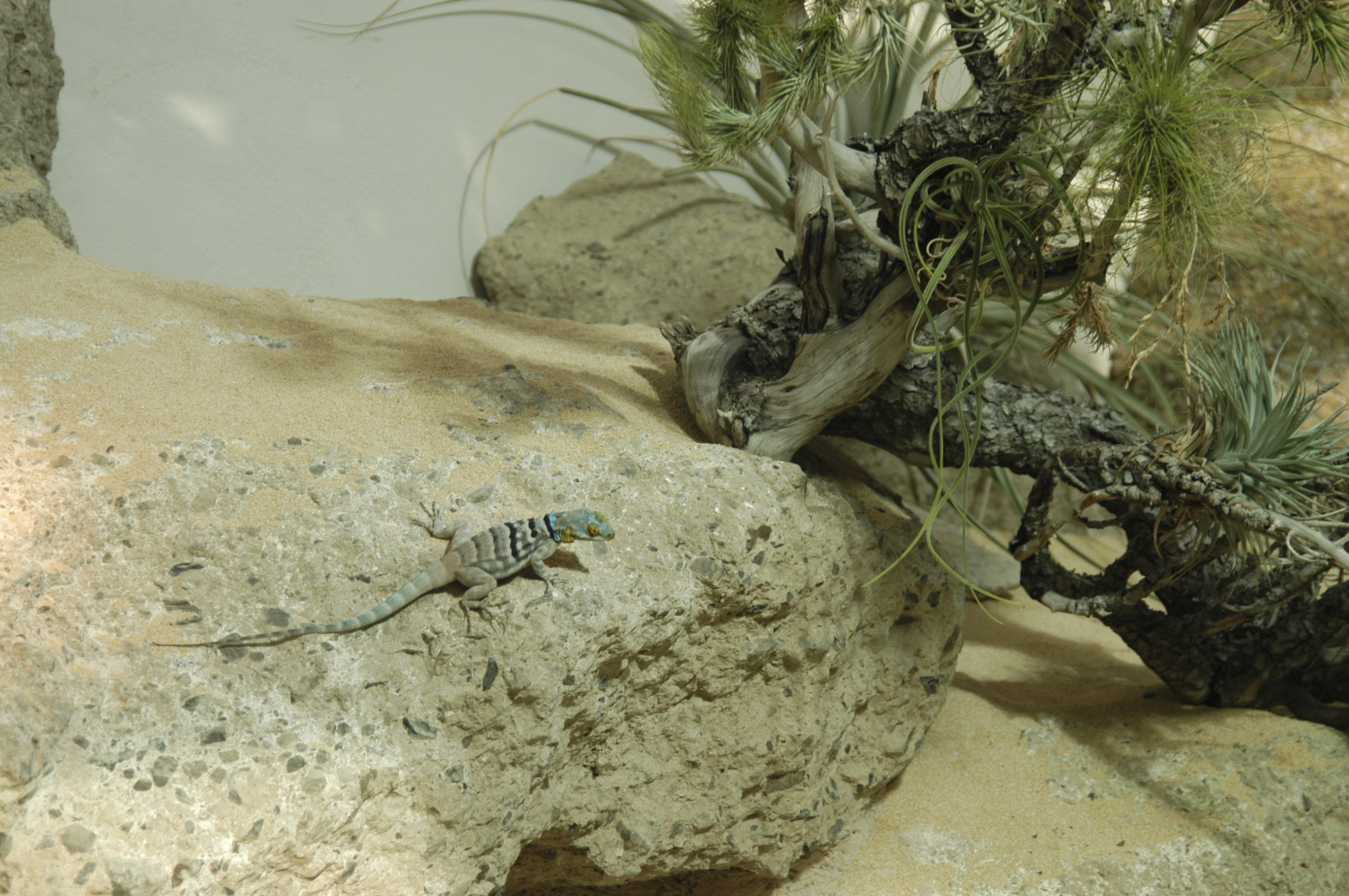
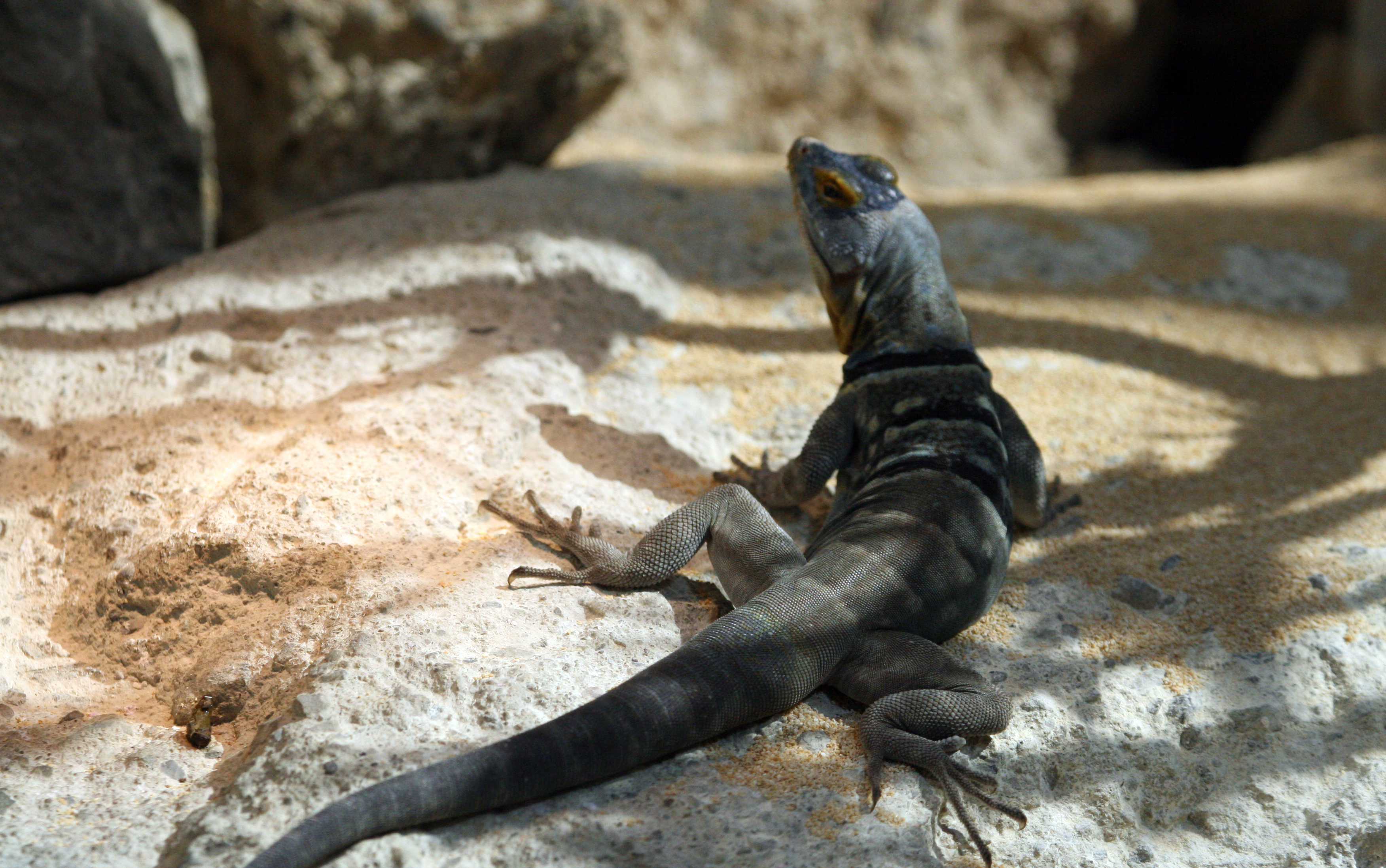
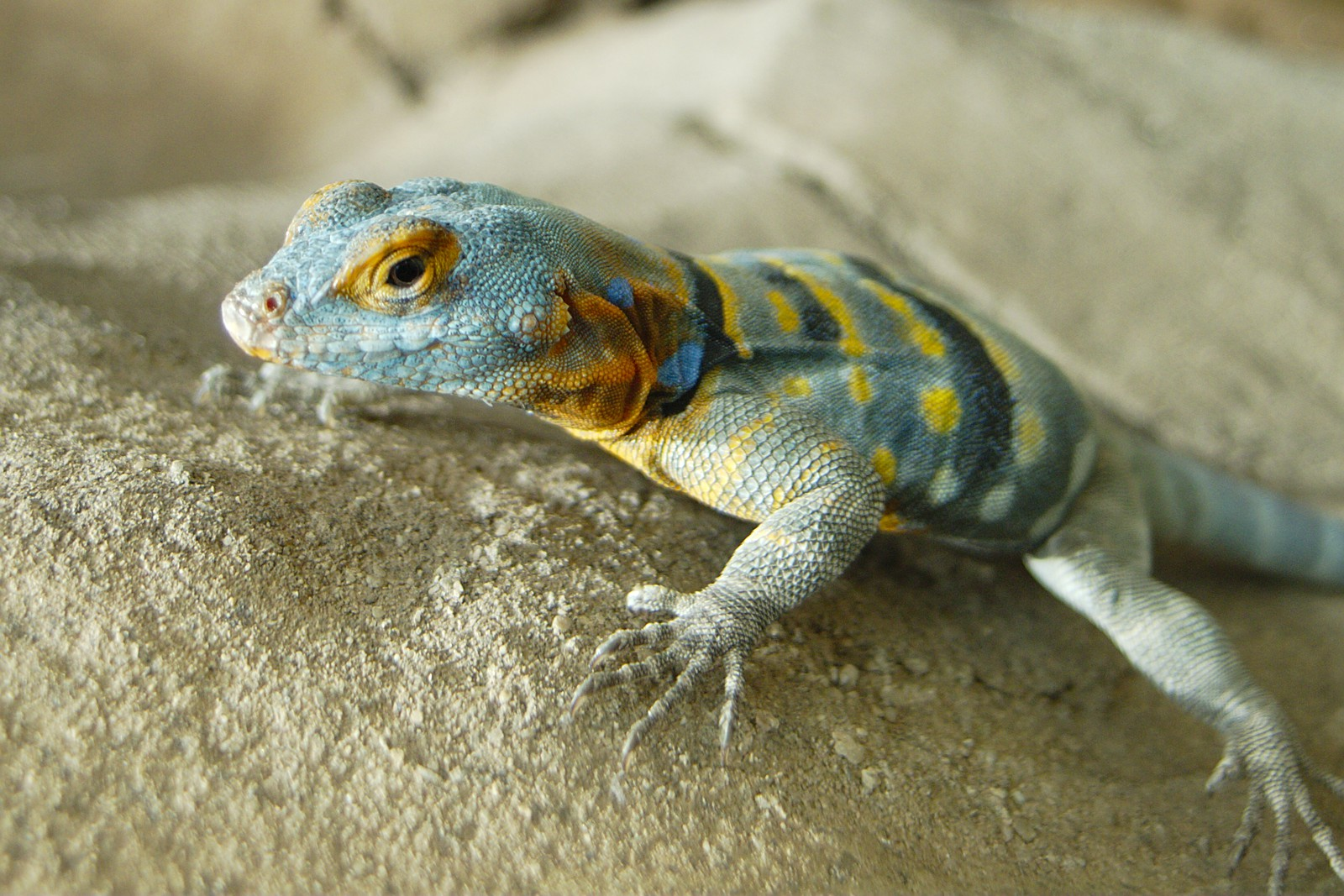